# Guemar (El Oued)
Guemar (în arabă قمار) este o comună din provincia El Oued, Algeria.
Populația comunei este de 39.168 de locuitori (2008).